# Miasto skarbów
Miasto skarbów – polski serial kryminalny w reżyserii Marcina Ziębińskiego i Piotra Jaworskiego emitowany od 14 września do 7 grudnia 2017 roku w TVP2.

## Obsada
| Aktor                     | Rola                     |
| ------------------------- | ------------------------ |
| Magdalena Różczka         | Ewa Wakar                |
| Aleksandra Popławska      | Alicja Wakar             |
| Piotr Głowacki            | inspektor Michał Szatner |
| Adam Krawczuk             | komisarz Maciej Harny    |
| Adam Ferency              | Moryc Sharon             |
| Marcin Bosak              | Max Werner               |
| Helena Ganjalyan          | komisarz Selena Abar     |
| Norbert Rakowski          | Karl Miler               |
| Feliks Szajnert           | Avi Schmidt              |
| Izabela Kuna              | Matka                    |
| Edward Linde-Lubaszenko   | Nathan Sharon            |
| Paulina Chapko            | Lena Bagińska            |
| Roman Gancarczyk          | Jerzy Rajski             |
| Juliusz Krzysztof Warunek | Kary                     |

## Spis serii
| Seria | Sezon       | Odcinki   | Premiera serii   | Finał serii    | Pora emisji     | Średnia oglądalność |
| ----- | ----------- | --------- | ---------------- | -------------- | --------------- | ------------------- |
| 1.    | jesień 2017 | 1–13 (13) | 14 września 2017 | 7 grudnia 2017 | czwartek, 21:40 | 356 147             |